# Rotella
Rotella é uma comuna italiana da região das Marcas, província de Ascoli Piceno, com cerca de 1 000 habitantes. Estende-se por uma área de 27 km², tendo uma densidade populacional de 37 hab/km². Faz fronteira com Ascoli Piceno, Castignano, Force, Montedinove, Montelparo (FM), Venarotta.

## Demografia
| Variação demográfica do município entre 1861 e 2011                               |
|                                                                                   |
| Fonte: Istituto Nazionale di Statistica (ISTAT) - Elaboração gráfica da Wikipedia |